# 堀越哲二

堀越 哲二（ほりこし てつじ、1948年2月7日 - ）は、日本の元・学校経営者。群馬県に本部を持つ学校法人堀越学園の元理事長、創造学園大学の元学長。高崎保育専門学校元学校長、高崎医療技術福祉専門学校元学校長、元堀越幼稚園長、創造学園大学附属高等学校元校長。なお、小池哲二（こいけ てつじ）、小池大哲（こいけ だいてつ）、堀越大哲とも名乗っていた。

## 経歴
- 1948年（昭和23年）2月7日生まれ。旧姓、小池哲二。
- 1966年（昭和41年） - 小樽商科大学入学[2]。
- 1970年（昭和45年） - 小樽商科大学卒業。同年大阪府吹田市役所入職。
- 1977年（昭和52年） - 事務局長を経て、堀越学園理事就任[3]。
- 1980年（昭和55年）- 渡米し、ピアニストのエルヴィン・ニレジハジと面会、来日公演を実現させる[4][5][6]。
- 1981年（昭和56年）- 高崎短期大学開学と同時に副学長就任[3]。
- 1992年（平成4年） - 政党「発明政治」（代表・ドクター中松）より第16回参議院議員通常選挙比例選挙区から立候補、落選。
- 2002年（平成14年） - 堀越家の養子となる[3]。
- 2004年（平成16年） - 創造学園大学開学により学長就任。
- 2006年（平成18年） - 堀越久良の死去により堀越学園理事長就任。第14代堀越久左衛門家当主を引き継ぐ[7]。
- 2011年（平成23年） - 一連の不祥事の責任を取って堀越学園理事長を辞任[8]。
- 2012年（平成24年） - 経営悪化の責任などを理由に創造学園大学学長を解任され、学園理事も失職[9]。また、学長と兼任していた創造学園大学教授の職も解雇される[10]。11月30日には横領容疑で逮捕される[11]。
- 2013年（平成25年） - 書類偽造で再逮捕[12]。
- 2016年(平成28年)　- 2月16日、破産法違反などの罪で実刑が確定[13]。前述の横領の罪の執行猶予も取り消され、合計6年4ヶ月の懲役刑となった。

## 大学での授業
- 尺八[14]

## 名前について
- 小池哲二（旧本名）
- 小池大哲（旧本名時代の出家名）
- 堀越哲二（現在の本名）
- 堀越大哲（学長名、理事長名）

## その他
本人によると、高校時代1年以上不登校生徒であり、赤面恐怖症、統合失調症に近かったと告白している。